# Глиновка (Костромская область)
Глиновка — упразднённая деревня в Шарьинском районе Костромской области России. Входила в состав Ивановского сельского поселения. Исключена из учётных данных в 2025 году.

## География
Деревня расположена у автодороги Урень — Шарья — Никольск — Котлас Р157.

## История
Согласно Спискам населенных мест Российской империи в 1872 году деревня относилась к 2 стану Ветлужского уезда Костромской губернии. В ней числилось 5 дворов, проживали 23 мужчины и 26 женщин.
Согласно переписи населения 1897 года в деревне проживало 85 человек (40 мужчин и 45 женщин).
Согласно Списку населенных мест Костромской губернии в 1907 году деревня относилась к Рождественской волости Ветлужского уезда Костромской губернии. По сведениям волостного правления за 1907 год в деревне числилось 14 крестьянских двора и 118 жителей. Основным занятием жителей деревни был лесной промысел.
До 2010 года деревня относилась к Берзихинскому сельскому поселению.

## Население
| 2008 | 2010 | 2014 |
| ---- | ---- | ---- |
| 2    | ↘0   | →0   |